# Зарёвка
Зарёвка — посёлок в Урицком районе Орловской области России.
Входит в состав Богдановского сельского поселения.

## География
Посёлок расположен рядом с рекой Зарев. Ближайшие населённые пункты — Бобраки, Лески и Хорошилово.
Имеется одна улица — Солнечная.

## Население
| 2010 |
| ---- |
| 22   |